# Facultat de Filosofia de la Universitat Ramon Llull
La Facultat de Filosofia de la Universitat Ramon Llull va néixer com a Facultat Eclesiàstica de Filosofia de Catalunya, creada l'any 1988 com a hereva de la Facultat de Filosofia de la Companyia de Jesús. L'any 1990, la Facultat de Filosofia fou una de les institucions fundadores de la Universitat Ramon Llull.
Actualment, des del curs acadèmic 22-23, la seu de la Facultat de Filosofia es situa al Campus de La Salle.
Anteriorment, la seva seu havia estat a l'Edifici del Seminari de Barcelona, al carrer Diputació, núm. 231, edifici que acull la Facultat de Teologia de Catalunya, la Biblioteca Pública Episcopal, l'Institut Superior de Ciències Religioses i el Museu Geològic del Seminari de Barcelona.

## Titulacions
- Grau en Filosofia

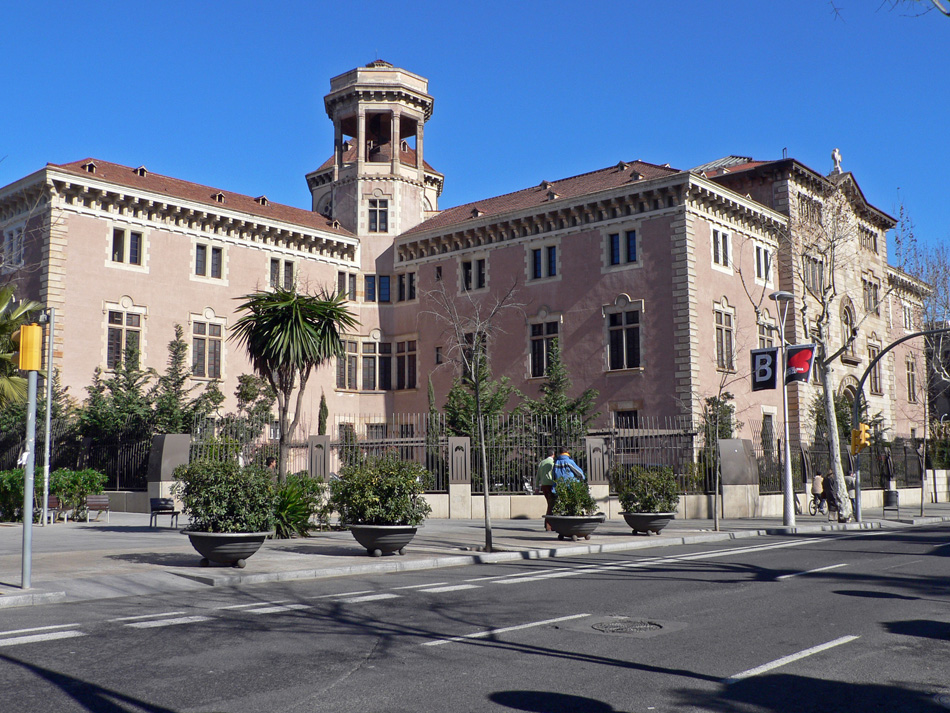
Edifici del Seminari Conciliar de Barcelona

- Grau en Filosofia, Política i Economia
- Màster Universitari en Filosofia i debats contemporanis sobre les arts i la tecnologia
- Doctorat en Filosofia: Humanisme i Transcendència

## Professors
Ricardo Mejía Fernández, Jaume Aymar i Ragolta, Ignasi Boada Sanmartín, Antoni Bosch-Veciana, Josep M. Coll i Alemany, Sílvia Coll-Vinent i Puig, Joan García del Muro Solans, Jordi Giró i París, Sergi Gordo Rodríguez, Andreu Grau i Arau, Vicent Igual Luís, Carles Llinàs i Puente, Diego Malquori, Jordi Marimon Canela, Andreu (Miquel) Marquès Martí, Joan Baptista Martinez-Porcell, Francesc Nicolau Pous, M. Pilar Núñez Cubero, Jesus Oliver-Bonjoch i Oliver, Joan Ordi Fernández, Armando Pego Puigbó, Enric Puig i Giralt, Ignasi Roviró Alemany, Francesc Torralba Roselló, Joan Albert Vicens Folgueira.

## Grups de recerca
- Institut de Filosofia i Ciències Naturals Teilhard de Chardin.
- Grup de recerca "Simbologia en l'art occidental"
- Grup de recerca "Filosofia i cultura"

## Publicacions
- Revista Comprendre Arxivat 2015-04-24 a Wayback Machine.
- Col·lecció "Eusebi Colomer"
- Col·lecció "Pensar per conviure"
- Col·lecció "Humanitats"
- Lliçons inaugurals

## Imatges

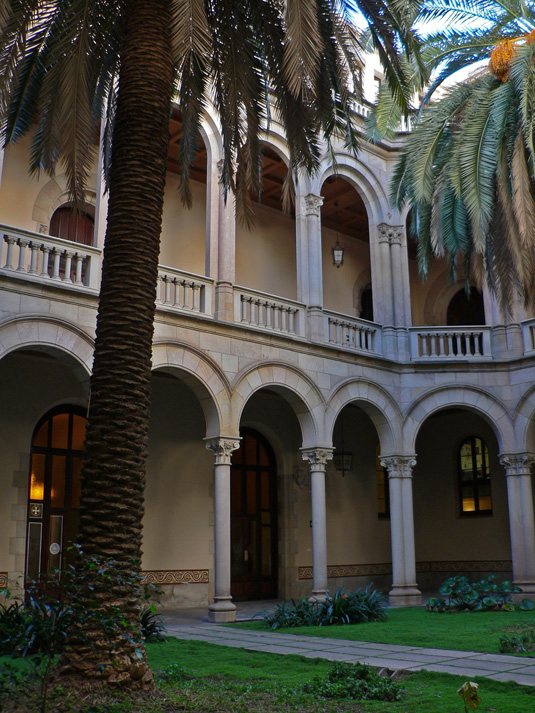
Pati de l'Edifici Seminari